# Trolejbusy w Bucharze
Trolejbusy w Bucharze − zlikwidowany system komunikacji trolejbusowej w Bucharze w Uzbekistanie.

## Historia
Pierwszą linię trolejbusową w Bucharze uruchomiono w 1987. Drugą linię uruchomiono w 1992. Obie linie zlikwidowano w 2005.

## Linie
W Bucharze istniały dwie linie trolejbusowe:
- 1: Housing Estimate, 6 микрорайон − автостанция "Шарк"
- 2: Housing Estimate, 6 мкр. − Крепость "Арк".

## Tabor
Do obsługi sieci eksploatowano trolejbusy typu ZiU-9.